# 존 맥래플린
존 매클로플린(영어: Jon McLaughlin, 영어 발음: /məˈklɔːflɪn/, 1982년 9월 27일 ~ )은 미국의 가수이다.